# 板山露頭

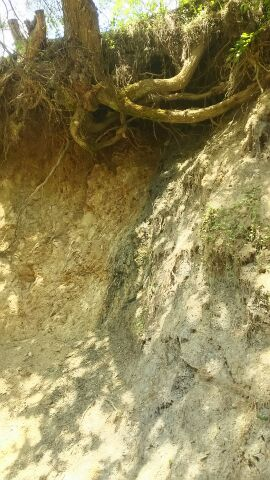
板山露頭

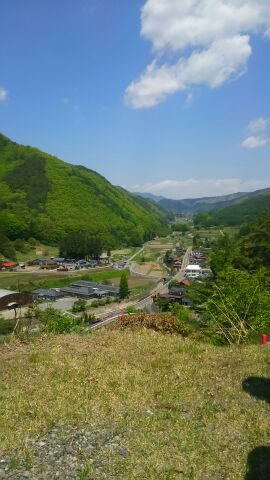
板山からの断層谷の様子

板山露頭（いたやまろとう）は、長野県伊那市高遠町にある中央構造線の露頭。

## 概要
板山露頭は、長野県伊那市高遠町長藤の国道152号線から入った正法寺の裏にある。露頭に向かって左側の領家変成帯（内帯）に、マグマから固まってできた花崗岩がさらに変形した岩石が見られる。右側は三波川変成帯（外帯）で、結晶片岩（黒色片岩）が見られる。この地質境界が中央構造線である。